# Kamal Kamjabinija
Kamal Kamjabinija (pers. کمال کامیابی‌نیا; ur. 18 stycznia 1989 w Teheranie) – irański piłkarz grający na pozycji defensywnego pomocnika. Od 2015 roku jest zawodnikiem klubu Persepolis FC.

## Reprezentacja narodowa
Kamjabinija zadebiutował w reprezentacji Iranu w 12 listopada 2015 r. w meczu eliminacyjnym do MŚ przeciwko Turkmenistanowi. Pierwszą bramkę w kadrze narodowej zdobył pięć dni później w meczu przeciwko reprezentacji Guamu.